# 京都府山城広域振興局
京都府山城広域振興局（きょうとふ やましろこういきしんこうきょく）は京都府の山城地域を管轄する府の出先機関。
主に府政に関する案内・相談、消防防災、パスポートの発給や府の税金の課税、収納、納税相談、企業誘致など幅広い業務を行っている。

## 管轄地域

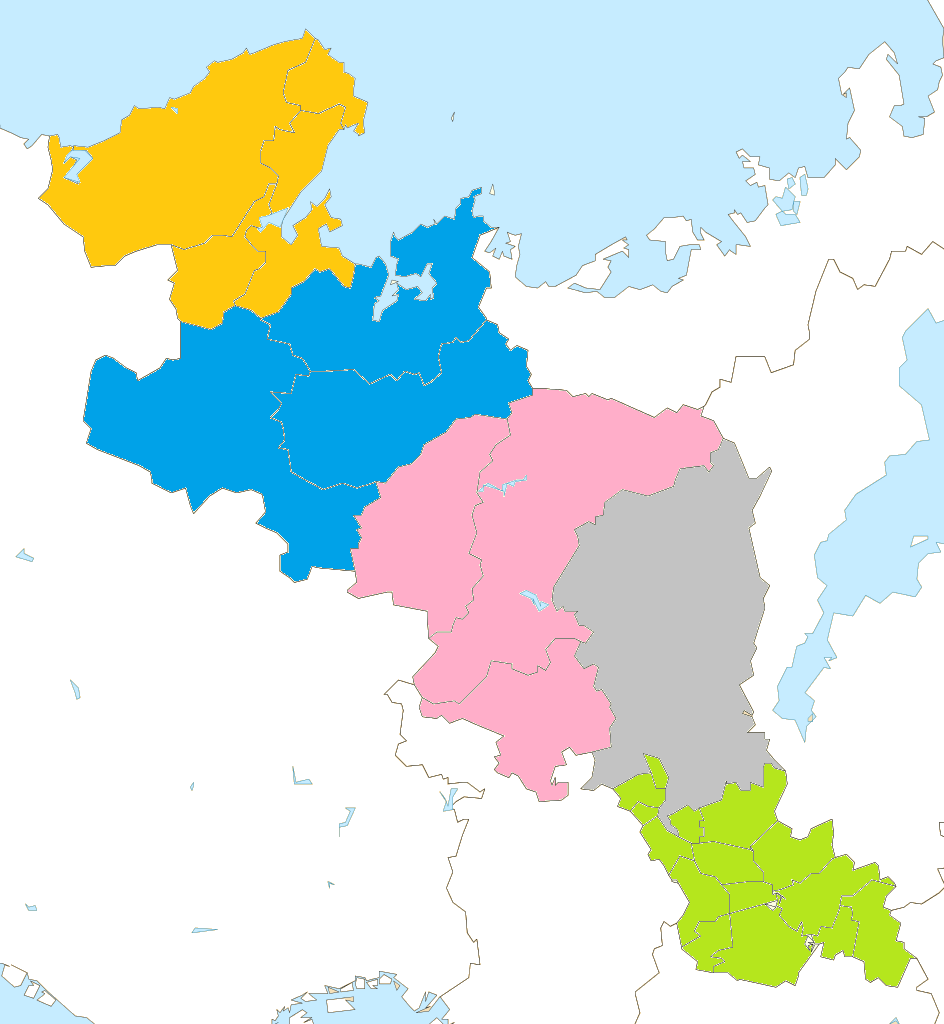
京都府 地域区分図
丹後地域
中丹地域
南丹地域
京都市域
山城地域

| 丹後地域 中丹地域 南丹地域 | 京都市域 山城地域 |

以下の7市7町1村が管轄地域となっている。

### 乙訓地域
向日市、長岡京市、大山崎町

### 山城中部地域
宇治市、城陽市、八幡市、京田辺市、久御山町、井手町、宇治田原町

### 相楽地域
木津川市、笠置町、和束町、精華町、南山城村

## 主な事務所
- 宇治総合庁舎（本局）
  - 企画総務部
    - 総務防災課
    - 企画・連携推進課
    - 税務課

  - 健康福祉部
    - 山城北保健所

  - 農林商工部

- 乙訓総合庁舎
  - 企画総務部
    - 乙訓地域総務防災課

  - 健康福祉部
    - 乙訓保健所

  - 建設部
    - 乙訓土木事務所

- 田辺総合庁舎
  - 企画総務部
    - 田辺地域総務防災課

  - 健康福祉部
    - 山城北保健所綴喜分室

  - 農林商工部
    - 山城北農業改良普及センター

  - 建設部
    - 山城北土木事務所

- 木津総合庁舎
  - 企画総務部
    - 木津地域総務防災課
    - 山城南府税出張所

  - 健康福祉部
    - 山城南保健所

  - 農林商工部
    - 山城南農業改良普及センター

  - 建設部
    - 山城南土木事務所